# Ільїнське (Красногорський район)
Ільї́нське (рос. Ильинское) — село у Красногорському районі Московської області Російської Федерації.

## Розташування
Село Ільїнське входить до складу сільського поселення Ільїнське, є його адміністративним центром. Воно розташоване на північному березі річки Москви. Найближчі населені пункти Барвиха, Глухово, Ільїнське-Усово. З'єднується з Москвою Ільїнським шосе.

## Населення
Станом на 2006 рік у селі проживало 491 особа.

## Пам'ятки архітектури
На березі Москви-ріки розташована пам'ятка архітектури федерального значення — колишня царська садиба Ільїнське.
Також у селі збереглася церква пророка Іллі, збудована у 1735 році..